# ال 33 (فلم)
فيلم ال33 (بالإسبانية: Los 33) هو فيلم يتحدث بطريقة درامية عن قصة نجاة العمال التشيليين في حادثة انهيار منجم كوبيابو من إخراج Patricia Riggen وكتابة Mikko Alanne, Craig Borten, and José Rivera.
ويتحدث عن قصة حقيقية حدثت عام 2010

## قصة الفيلم
تدور أحداث القصة حول مجموعة من الأشخاص العاملين في منجم، ومع تجاهل مالك المنجم للتحذيرات من احتمالية انهيار المنجم وخطورته على العمال بداخله، ينهار أحد أجزاء المنجم ويسد طريق الخروج الوحيد أمامهم، ينجح العمال الثلاث وثلاثون في الوصول إلى غرفة الإنقاذ الموجودة بالمنجم، لكن يزداد الوضع صعوبة مع قلة الموارد المتاحة بالأسفل من طعام وشراب ودواء إلى جانب إمكانية تملك اليأس منهم.

## بطولة
- أنتونيو بانديراس
- رودريغو سانتورو
- جولييت بينوش
- لو دايموند فيليبس
- ماريو كاساس
- بوب جنتون